# Coccyzus ferrugineus
Il cuculo di Cocos (Coccyzus ferrugineus Gould, 1843), è un uccello della famiglia dei Cuculidae.

## Sistematica
Coccyzus ferrugineus non ha sottospecie, è monotipico.

## Distribuzione e habitat
Questo uccello vive solamente sull'Isola del Cocco, dove frequenta le foreste di seconda crescita, i boschi di Hibiscus e i grovigli di vite lungo i ruscelli.